# معارك سيناء (1948)
تشير معارك سيناء إلى سلسلة من الاشتباكات العسكرية بين الجيش الإسرائيلي المنشئ حديثا والجيش المصري التي وقعت في شبه جزيرة سيناء بين ديسمبر 1948 ويناير 1949، كجزء من عملية حوريب. القيادة الجنوبية للجيش الإسرائيلي، بقيادة إيغال آلون، ركزت قواتها على التقدم إلى سيناء بعد نجاحها في معركة عسلوج ومعركة العوجة.
ودخلت قوات لواء النقب واللواء الثامن سيناء في 28 ديسمبر واستولت على أم قطف وأبو عجيلة ليلا على مسافة 25 كيلومترا داخل الأراضي المصرية. استمروا شمالاً إلى العريش، التي خطط ألون للاستيلاء عليها، لتطويق القوة المصرية في فلسطين وإنهاء الحرب. ومع ذلك، وبسبب الاعتبارات السياسية والدبلوماسية، انسحبت جميع القوات الإسرائيلية من سيناء في 2 يناير 1949. وفي اليوم التالي، وقعت محاولة أخرى لتطويق القوات المصرية في معركة رفح، لكن رئيس الوزراء دافيد بن غوريون أمر الجيش الإسرائيلي بالتراجع، لإنهاء المواجهات العسكرية في الحرب.

## معلومات أساسية
بدأت المرحلة الثالثة والأخيرة من الحرب العربية الإسرائيلية عام 1948 في 15 أكتوبر 1948، عندما شنت إسرائيل عملية يواف على الجبهة الجنوبية. وبينما حقق الإسرائيليون مكاسب تكتيكية واستراتيجية مهمة في عملية يوآف، فإن الوضع السياسي تغير قليلا، وكانت مصر لا تزال تتباطأ في محادثات الهدنة المقترحة. تم إطلاق عملية حوريف في الجنوب بهدف نهائي هو طرد جميع القوات المصرية من إسرائيل.

## مقدمة

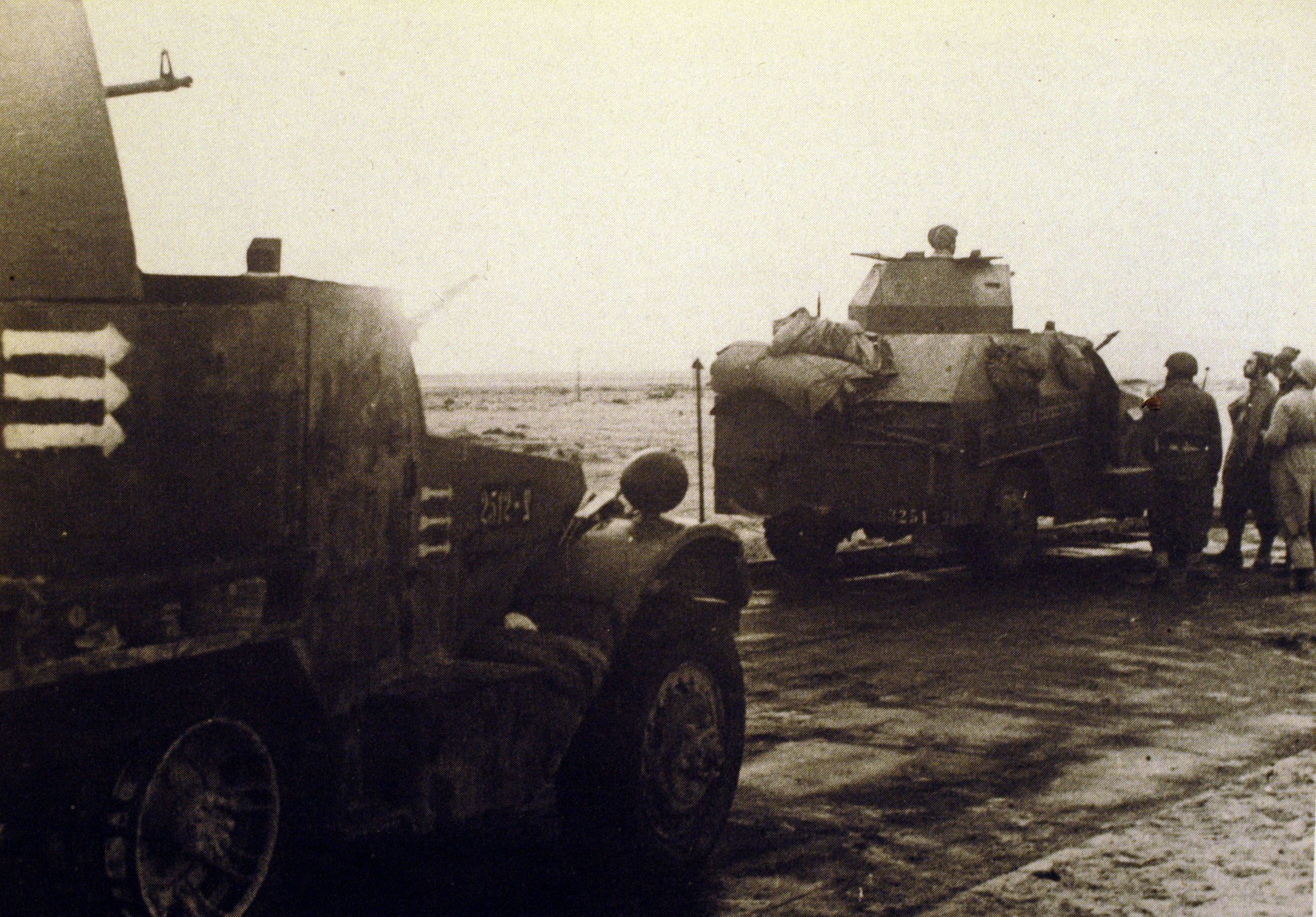
مركبات إسرائيلية مصفحة تقترب من حدود سيناء

كان الهدف الرئيسي لعملية حوريف هو الجنوب، وبين 25 و 27 ديسمبر، استولت القوات الإسرائيلية على الطريق بين بئر السبع والعوجة، بما في ذلك عسلوج. قررت القيادة الجنوبية استغلال هذا النجاح لإكمال بقية عملية حوريف، أي لإحاطة وطرد جميع القوات المصرية من فلسطين. وقد صدر الأمر بالانتقال إلى شبه جزيرة سيناء صباح يوم 28 ديسمبر. هذا الأمر يتناقض بشكل مباشر مع خطة هيئة الأركان العامة، التي تحظر الدخول إلى الأراضي المصرية. وحسب إسحق رابين، الذي كان آنذاك مسؤول عمليات في القيادة الجنوبية، حاولت القيادة خلق حقائق على الأرض قبل الحصول على الموافقة اللازمة للعمل.
كانت الخطة الأولى للقيادة الجنوبية هي أن يتولى اللواء الثامن القيادة، لكن لم يكن لديه وقت للتعافي من معركة العوجة، وكان من الضروري أن تطغى بسرعة على القوات المصرية في شبه الجزيرة. لذلك قررت قيادة الجنوب إرسال لواء النقب بدلاً من ذلك. كانت أبو عجيلة واحة صغيرة في الصحراء، وتقع على تقاطع طرق رئيسي. كان يحتوي على عدد قليل من المنازل الطينية وقرية وبئر مياه وسد لتجميع المياه خلال أشهر الشتاء.

### عملية البداية
مع احتدام القتال على طريق بئر السبع–العوجة، أطلق الجيش الإسرائيلي عملية البداية لقطع الإمدادات للقوات المصرية في غزة بتدمير أجزاء من السكة الحديدية الساحلية. في الساعة 11:15 من يوم 26 ديسمبر، اجتمعت قوة من خبراء المتفجرات مع البحرية الإسرائيلية وزوارق دورية، السفينة البحرية الإسرائيلية ساعر والسفينة البحرية الإسرائيلية بلماح، وأنزلت القوات في سيناء، بين العريش ورفح الساعة 9:45 مساء.
وضع خبراء المتفجرات قنابلهم على مسافة 235 كيلومترًا من السكك الحديدية، وعادوا إلى سفنهم في تمام الساعة 03:00 يوم 27 ديسمبر، وانفجرت الشحنات في الساعة 06:00.

## معركة أم كاتف

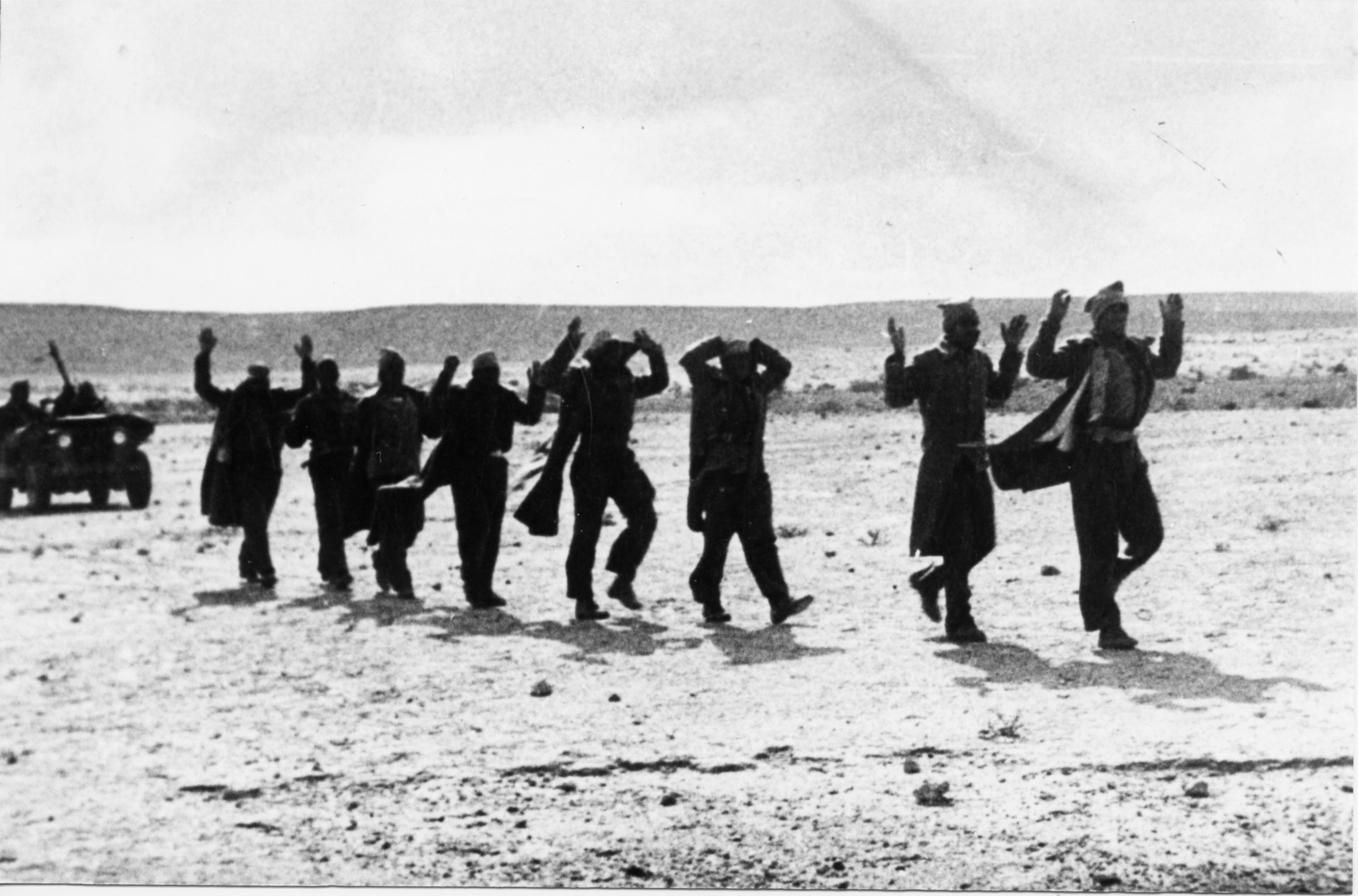
الأسرى المصريون عند مدخل أبو عجيلة

غادرت قوة العمل الإسرائيلية إلى سيناء الساعة 2:00 ظهراً يوم 28 ديسمبر. وكانت هذه هي المرة الأولى التي يزور فيها العديد من الجنود، بمن فيهم يتسحاق رابين، بلدًا آخر. تألفت القوة، حسب ترتيب الحركة، من الكتيبة التاسعة وأركان لواء النقب، والكتيبة 82 من اللواء الثامن وكتيبة المشاة السابعة في النقب. هاجمتهم الطائرات الإسرائيلية عن طريق الخطأ، مما أسفر عن مقتل جندي وإصابة آخر، إلى أن تم رفع العلم الذي يشبه إسرائيل (العلم العسكري للواء اليهودي).
الساعة 16:30، هاجمت الفرقة أم كاتف، وهو الموقع الذي يواجه أبو عجيلة. كان لدى المصريين قوة من كتيبة واحدة. لقد أطاحوا بالهجوم الإسرائيلي بنيران مضادة للدبابات، في حين أن جزءا من الكتيبة التاسعة المهاجمة وقعوا في الرمال ولم يصلوا إلى الموقع. و في ذلك الوقت، أرسل رئيس عمليات قوات الدفاع الإسرائيلية يغايل يادين أمراً إلى ييغال ألون ب عدم الاستيلاء على أبو عجيلة حتى يرى ذلك الأخير.
في الليل، بدأت المدفعية الإسرائيلية في قصف أم قطف. ثم حاصرت الكتيبة السابعة الموقع، وفي الساعة الثانية والنصف من صباح 29 ديسمبر، كانت في أيدي الإسرائيليين. انسحب المصريون إلى أبو عجيلة، وعندما دخل الإسرائيليون فجرًا، غادر المصريون إلى العريش. وقد تم الاستيلاء على عشر مركبات وثلاث أسلحة مضادة للدبابات من طراز بيات وأسلحة صغيرة في أم كاتيف. في هذه الأثناء، دخلت قوات لواء هاريل، بما في ذلك أفرادها، إلى سيناء. عندما استولت قوات النقب على المنطقة، أطلقوا سراح السجناء العرب الفلسطينيين الذين احتجزهم المصريون، لكنهم استولوا على مئات من المصريين الذين استسلموا.

## الغارات والتقدم نحو العريش
بعد الاستيلاء على أبو عجيلة، واصلت معظم فرقة العمل الإسرائيلية شمالًا، بينما بقيت وحدات الكتيبة السابعة في التنقيب. واجهت القصف الجوي المصري الذي حاول إبطاء تقدمهم نحو منطقة العريش. في الساعة 9:00 مساء يوم 29 ديسمبر، احتلت الكتيبة التاسعة مطار بير لحفان دون مواجهة مقاومة. في المساء، تم الاستيلاء على بئر لحفان، على بعد حوالي 13 كلم جنوب العريش، من قبل الكتيبة 82، التي هزمت الكتيبة المصرية المرابطة هناك. وتمكنوا من الاستيلاء على قائد الكتيبة—وهو أعلى ضابط مصري يتم القبض عليه حيا من قبل إسرائيل خلال الحرب—وأربع طائرات.
وبينما كان هدف إيغال آلون هو الاستيلاء على العريش نفسها، فقد حجب هذه المعلومات من رؤسائه. كانت قواته تهرع إلى العريش، متوقفة على بعد حوالي 8 كيلومترات جنوب المدينة. خوفا على الطائرة، أفرغ المصريون القواعد الجوية القريبة. في هذه الأثناء، في 29 ديسمبر، شنت قوات هاريل والنقب غارات في عمق شبه جزيرة سيناء. أرادت ثلاث فصائل من الكتيبة السابعة أن تغزو مطار بير الحمى، لكنها واجهت إطلاق نار كثيف وانسحبت. لكنهم تمكنوا من تدمير ثلاث طائرات على الأرض. في 31 ديسمبر، داهمت فصيلة الكتيبة العاشرة (لواء هرئيل) بئر الحسنة وألقت القبض على حوالي 200–500 سجين. وهاجمت قوات هاريل أخرى من الكتيبتين العاشرة والرابعة المتمركزة في العوجة القصيمة في نفس اليوم وألقت القبض على عشرات السجناء.

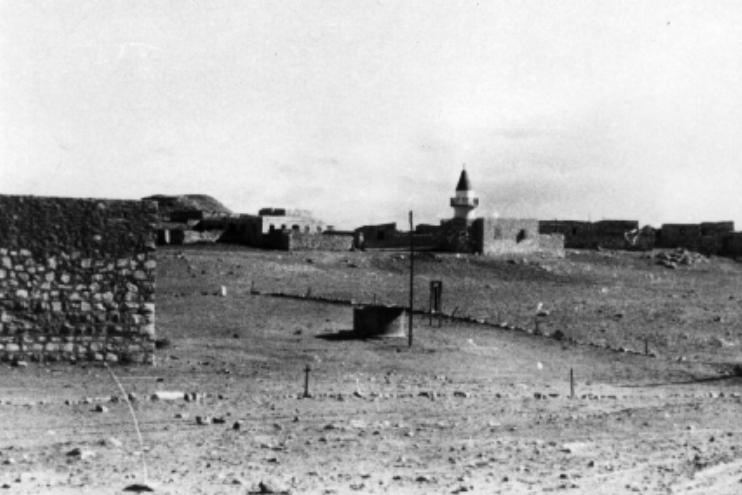
بئر الحسنة، 100 كلم داخل مصر، 1948

في مساء 29 ديسمبر، قام ييغال ألون بزيارة ناحوم ساريغ وموظفي لواء النقب في بئر لحفن وأمر القوات بتنظيم الاستيلاء على العريش عند منتصف الليل. ثم طار إلى تل أبيب لمقابلة يادين، الذي كان مريضاً في المنزل، وحاول إقناعه بالموافقة على خطته للاستيلاء على العريش وتطويق المصريين في ممر غزة. ومع ذلك، فشل وأمر قواته بتعليق الهجوم. لم يغير اجتماع لاحق مع رئيس الوزراء دافيد بن غوريون صباح يوم 30 ديسمبر الوضع. وفي اليوم التالي، عادت القوات الإسرائيلية إلى أبو عجيلة. استمر الانسحاب الكامل من شبه جزيرة سيناء حتى 2 يناير 1949.
على الرغم من رفض القتال في سيناء، سمح يادين لآلون بالانتقال من العوجة إلى رفح وإحاطة المصريين من هناك. في الوقت الذي رفض فيه يادين وبن غوريون، لم يكن هناك أي ضغط دولي لوقف التقدم في سيناء، جزئياً لأنه لم يكن واضحًا ما إذا كانت سيناء قد تعرضت بالفعل للغزو، في 30 ديسمبر دعت بريطانيا مثل الولايات المتحدة إلى انسحاب إسرائيل إلى الحدود الدولية، وسمح البريطانيون للمصريين باستخدام قواعدهم الجوية في مصر للتزود بالوقود.

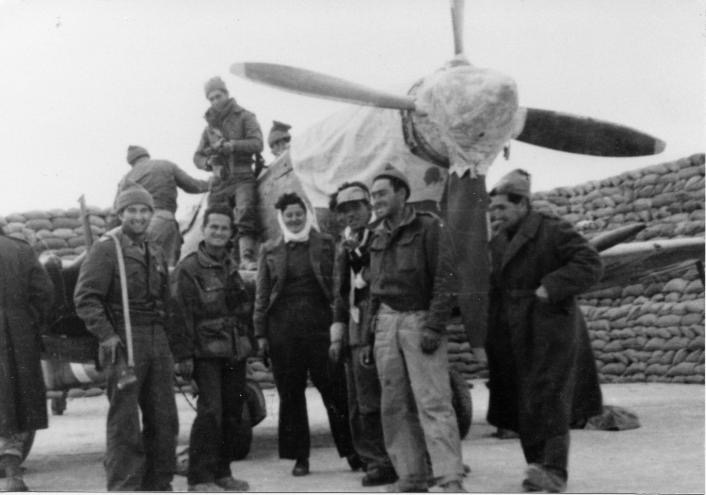
أعضاء لواء هاريل في مطار العريش، ديسمبر 1948. الثاني من اليسار عوزي ناركيس.

## بعد
اختتمت معارك سيناء رسمياً الجزء الأول من عملية حوريف. وبينما حُرم الجيش الإسرائيلي في سيناء من فرصة المناورة ضد القوات المصرية التي ما زالت موجودة على أراضيه، هاجم بعد ذلك رفح وأحاط بالقوة الاستطلاعية المصرية بأكملها. ومع ذلك، في ذلك الوقت، أعلنت الحكومة المصرية موافقتها على التفاوض حول الهدنة مع الإسرائيليين، الأمر الذي دفع بن غوريون مرة أخرى إلى الأمر بسحب القوات، مما أدى إلى إنهاء القتال في الحرب.
في شبه جزيرة سيناء، وقعت عدة مناوشات بين القوات الإسرائيلية والمصرية في أوائل الخمسينات، وبلغت ذروتها في عملية بركان عام 1955. كانت الحرب القادمة في المنطقة هي حرب السويس عام 1956. شهدت منطقة أم كاتف–أبو عجيلة أيضًا قتالًا خلال حرب الأيام الستة عام 1967.